# Mistrzostwa Europy w Short Tracku 2006
10. edycja Mistrzostw Europy w short tracku odbyła się w dniach 20–22 stycznia 2006. Ich gospodarzem było małopolskie miasto Krynica-Zdrój.

## Klasyfikacja medalowa
| Lp.    | Kraj     | Złoto | Srebro | Brąz | Razem |
| 1.     | Włochy   | 8     | 6      | 5    | 19    |
| 2.     | Bułgaria | 4     | 0      | 0    | 4     |
| 3.     | Francja  | 0     | 3      | 2    | 5     |
| 4.     | Belgia   | 0     | 3      | 1    | 4     |
| 5.     | Rosja    | 0     | 0      | 2    | 2     |
| 6.     | Niemcy   | 0     | 0      | 1    | 1     |
| 6.     | Węgry    | 0     | 0      | 1    | 1     |
| Ogółem | Ogółem   | 12    | 12     | 12   | 36    |

## Medaliści i medalistki

### Mężczyźni
| Konkurencja          | Złoto                                                                        | Czas     | Srebro                                                                                     | Czas     | Brąz                                                                | Czas     |
| -------------------- | ---------------------------------------------------------------------------- | -------- | ------------------------------------------------------------------------------------------ | -------- | ------------------------------------------------------------------- | -------- |
| 500 metrów           | Nicola Rodigari                                                              | 42.613   | Pieter Gysel                                                                               | 43.497   | Siergiej Prankiewicz                                                | 43.590   |
| 1000 metrów          | Fabio Carta                                                                  | 1:29.665 | Nicola Rodigari                                                                            | 1:29.898 | Thibaut Fauconnet                                                   | 1:30.427 |
| 1500 metrów          | Nicola Rodigari                                                              | 2:21.500 | Pieter Gysel                                                                               | 2:21.595 | Nicola Franceschina                                                 | 2:21.814 |
| 3000 metrów          | Fabio Carta                                                                  | 5:14.510 | Pieter Gysel                                                                               | 5:14.522 | Nicola Franceschina                                                 | 5:15.089 |
| Wielobój             | Nicola Rodigari                                                              | 97 pkt.  | Fabio Carta                                                                                | 68 pkt.  | Pieter Gysel                                                        | 63 pkt.  |
| Sztafeta 5000 metrów | Włochy Yuri Confortola · Fabio Carta · Nicola Franceschina · Nicola Rodigari | 6:58.658 | Francja Jean-Charles Mattei · Matthieu de Boisset · Maxime Chataignier · Thibaut Fauconnet | 7:00.346 | Niemcy André Hartwig · Sebastian Praus · Thomas Bauer · Tyson Heung | 7:00.427 |

### Kobiety
| Konkurencja          | Złoto                                                           | Czas     | Srebro                                                                          | Czas     | Brąz                                                                  | Czas     |
| -------------------- | --------------------------------------------------------------- | -------- | ------------------------------------------------------------------------------- | -------- | --------------------------------------------------------------------- | -------- |
| 500 metrów           | Ewgenija Radanowa                                               | 45.174   | Arianna Fontana                                                                 | 45.562   | Tatjana Borodulina                                                    | 46.045   |
| 1000 metrów          | Ewgenija Radanowa                                               | 1:35.108 | Stéphanie Bouvier                                                               | 1:35.453 | Marta Capurso                                                         | 1:35.520 |
| 1500 metrów          | Ewgenija Radanowa                                               | 2:32.777 | Marta Capurso                                                                   | 2:33.010 | Arianna Fontana                                                       | 2:33.499 |
| 3000 metrów          | Katia Zini                                                      | 5:20.949 | Arianna Fontana                                                                 | 5:27.801 | Stéphanie Bouvier                                                     | 5:28.342 |
| Wielobój             | Ewgenija Radanowa                                               | 107 pkt. | Arianna Fontana                                                                 | 55 pkt.  | Katia Zini                                                            | 50 pkt.  |
| Sztafeta 3000 metrów | Włochy Arianna Fontana · Katia Zini · Mara Zini · Marta Capurso | 4:27.436 | Francja Céline Lecompére · Min-Kyung Choi · Myrtille Gollin · Stéphanie Bouvier | 4:28.388 | Węgry Bernadett Heidum · Erika Huszár · Rózsa Darázs · Szandra Lajtos | 4:30.274 |